# Eierbecher „Huhn“

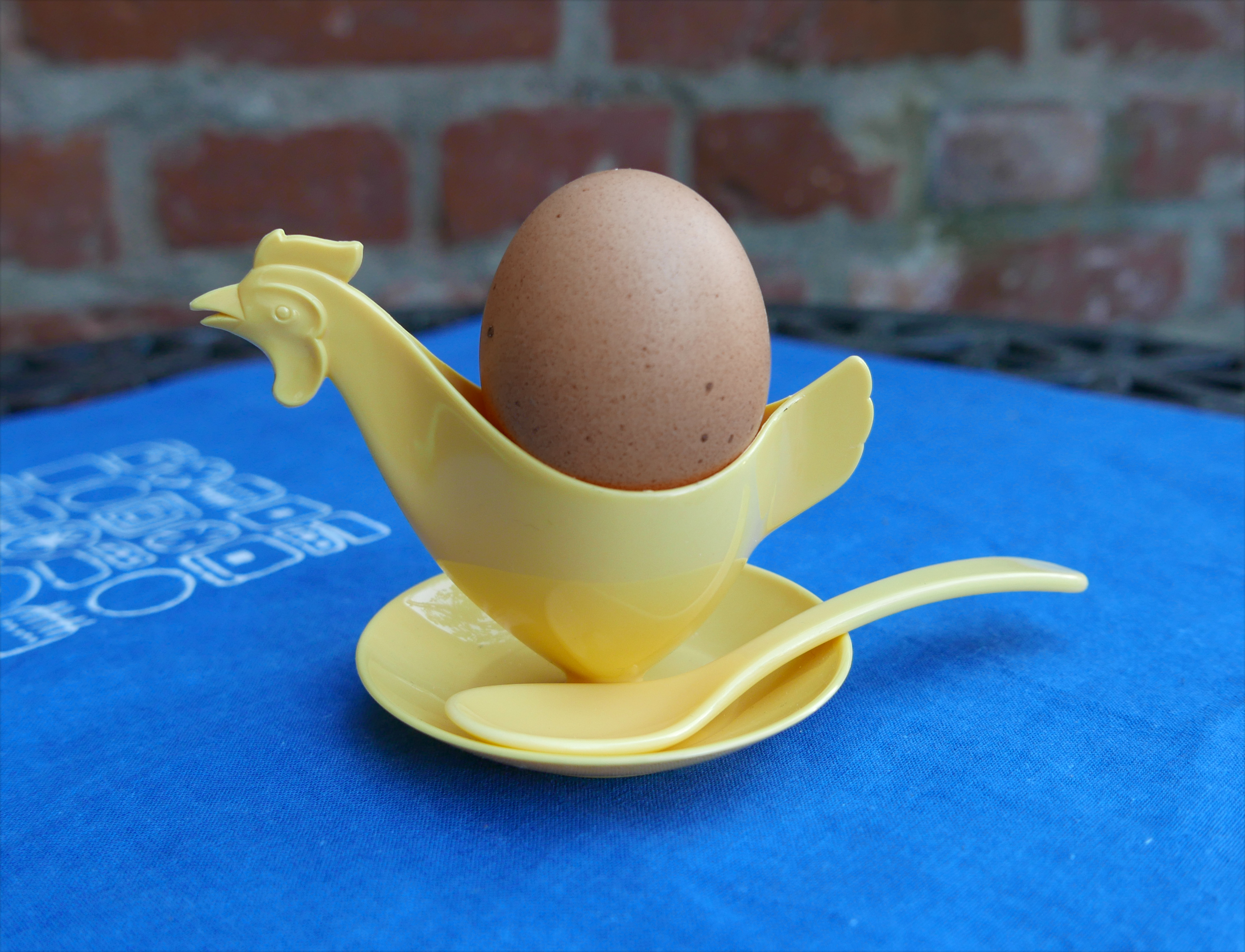
Eierbecher „Huhn“

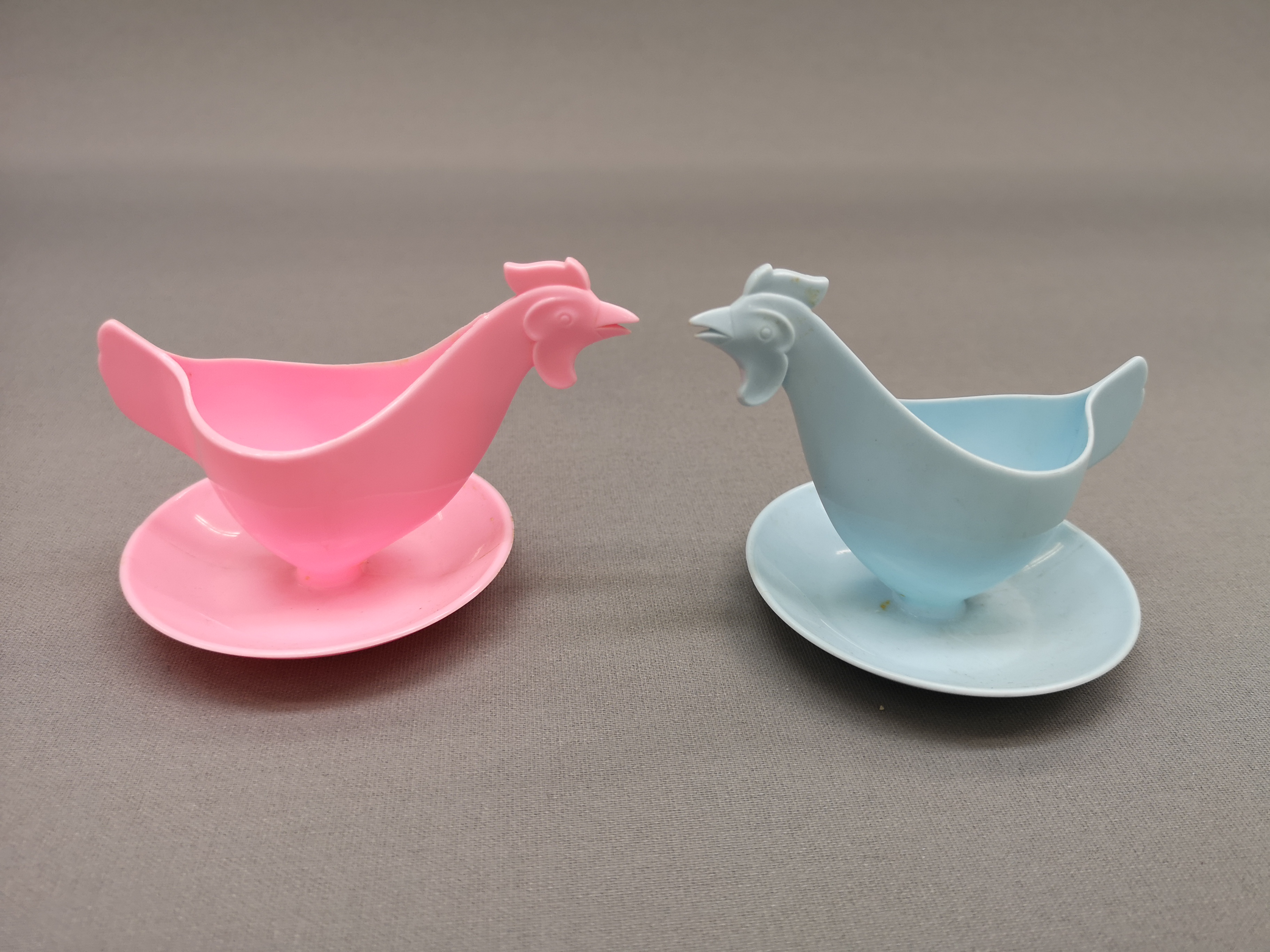
Farbbeispiele Eierbecher „Huhn“ in der Sammlung des Museums Europäischer Kulturen

Der Eierbecher „Huhn“ oder „Hühnchen“ ist ein Produkt der Marke Sonja Plastic. Der Eierbecher aus Kunststoff war ab den 1970er Jahren ein beliebtes Produkt in der DDR und gilt heute als Designklassiker.

## Design
Auf einem kleinen, flachen Teller steht auf einem kleinen Sockel der Behälter in Eiform, der zu zwei Seiten hin verlängert ist: nach vorne in einen detailreich gestalteten Hühnerkopf, nach hinten in angedeutete Schwanzfedern. Ursprünglich wurden die Eierbecher in Weiß, Pastellgelb und Pastellblau produziert, mit der Zeit kamen weitere Farben hinzu. Wie Axel Drieschner, Kurator des Dokumentationszentrums Alltagskultur der DDR, bemerkt, wichen die Eierbecher „Huhn“ von dem ab, was als typisches Design der DDR gilt – sachlich, multifunktional und auf Langlebigkeit ausgerichtet – und stellten ein verspieltes Design über die Funktionalität.

## Geschichte
Entworfen wurde der Eierbecher „Huhn“ von Josef Böhm für die in der sächsischen Kleinstadt Wolkenstein produzierte Marke Sonja Plastic. Das ursprünglich als Knopffabrik von Wilibald Böhm gegründete Unternehmen stellte ab der Nachkriegszeit zunehmend Haushaltswaren her, ab 1972 als VEB Plaste und Chemie Wolkenstein. Der Eierbecher „Huhn“ wurde für den Export entwickelt, wurde aber bald auch in der DDR zum Einzelhandelsverkaufspreis von 0,82 Mark verkauft. Er erreichte Absatzzahlen von bis zu 50.000 pro Jahr. Ab 1990 war das Unternehmen wieder privatisiert und unter seinem ursprünglichen Namen Wilibald Böhm GmbH tätig, führte aber den Namen Sonja Plastic weiter. Es produzierte weiterhin in Wolkenstein und konnte an seine Erfolge aus DDR-Zeiten anknüpfen.
Die Eierbecher sowie weitere Produkte von Sonja Plastic werden heute von der reifra Kunststofftechnik GmbH vertrieben. Der Eierbecher ist als kostengünstiges Designprodukt und als Ostalgie-Objekt über Deutschland hinaus anhaltend beliebt. Zeitweise waren Plagiate im Umlauf, konnten aber das Originalprodukt – erkennbar am eingeprägten Firmenlogo – nicht vom Markt verdrängen. 2009 wurden fast 15 % des Umsatzes mit Exporten ins Ausland gemacht.
Exemplare des Eierbechers „Huhn“ befinden sich unter anderem in der Sammlung Industrielle Gestaltung, im DDR Museum Berlin, im Museum Europäischer Kulturen und im Haus der Geschichte.